# Советские лёгкие бронеавтомобили-дрезины
Советские лёгкие бронеавтомобили-дрезины — лёгкие бронеавтомобили (БА) СССР, могущие использоваться как бронедрези́ны и соответствующие легким бронедрезинам по вооружению и назначению.
Предназначались для разведки, в том числе и в интересах отдельных бронепоездов и дивизионов бронепоездов, охранения вдоль железнодорожного пути (в том числе и бронепоездов при ведении ими боевых действий и в районах, где была угроза диверсий против бронепоезда/ов), и для решения других боевых задач (доставка командиров и начальников, курьеров с документами и т. д.).

## Предыстория

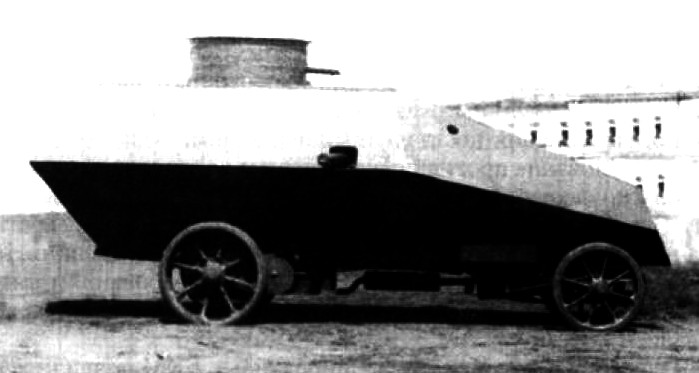
Бронедрезина «Benz» — первый бронеавтомобиль-дрезина в России.

Бронедрезины широко применялись многими странами на железных дорогах в первой половине XX века, впоследствии употребляясь меньше .
В России ещё до Первой мировой войны возникла идея приспособить бронеавтомобиль для движения по рельсам в качестве бронедрезины — для защиты от хунхузов. По заказу Амурской железной дороги в российском отделении фирмы «Benz» в 1911−1912 годах разработан и построен бронеавтомобиль-дрезина — пулемётный бронеавтомобиль с рациональным размещением броневых листов под большими углами наклона и с возможностью использования его как бронедрезина.

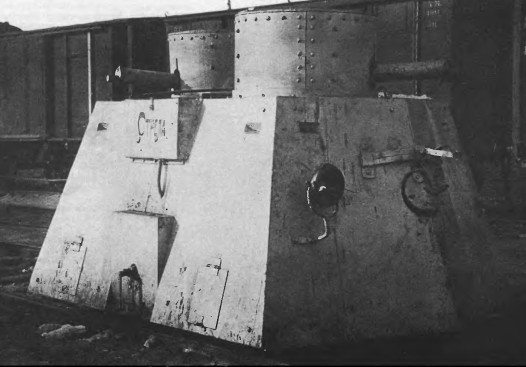
Одна из бронедрезин Русской Армии постройки 1916 года. 1918 год

В источниках он называется «Блиндированный автобус „Бенц“», «Бронированный автобус Бенц» или бронедрезина «Benz-Gaggenau».
С началом Первой мировой войны идея применения бронедрезин получила новый импульс. Бронированные автодрезины стали создаваться железнодорожными войсками Российской империи
Во время Первой Мировой войны в русской императорской армии был сформирован броневой железнодорожный взвод из пяти броневиков. Были планы по перестановке в России на железнодорожный ход всех бронеавтомобилей, не пригодных к действию, в том числе и вне дорог, из-за перегрузки шасси, но из-за проблем в военной промышленности Российскаой Империи с конца 1916 года, развала уровня управления в ней и падением в промышленности производственной дисциплины из-за Февральской и Октябрьской революций, этого не сделали.

## История
В автобронетанковых войсках Красной Армии, помимо малочисленных бронедрезин только на железнодорожном ходу, были лёгкие бронеавтомобили-дрезины — доработанные легкие бронеавтомобили (стандартные, но на железнодорожном ходу):
- БАД-1 (один);
- БАД-2 (один);
- ФАИжд (девять);
- БА-20жд (61) и БА-20Мжд (74), имевшие демультипликатор — реверс-редуктор для движения в обоих направлениях почти с одинаковыми скоростями, скорость по железной дороге до 90 км/ч, запас хода — 430—540 км. Масса БА-20 в железнодорожном варианте возросла до 2,78 тонн;
- БА-64жд (до 13)[10].

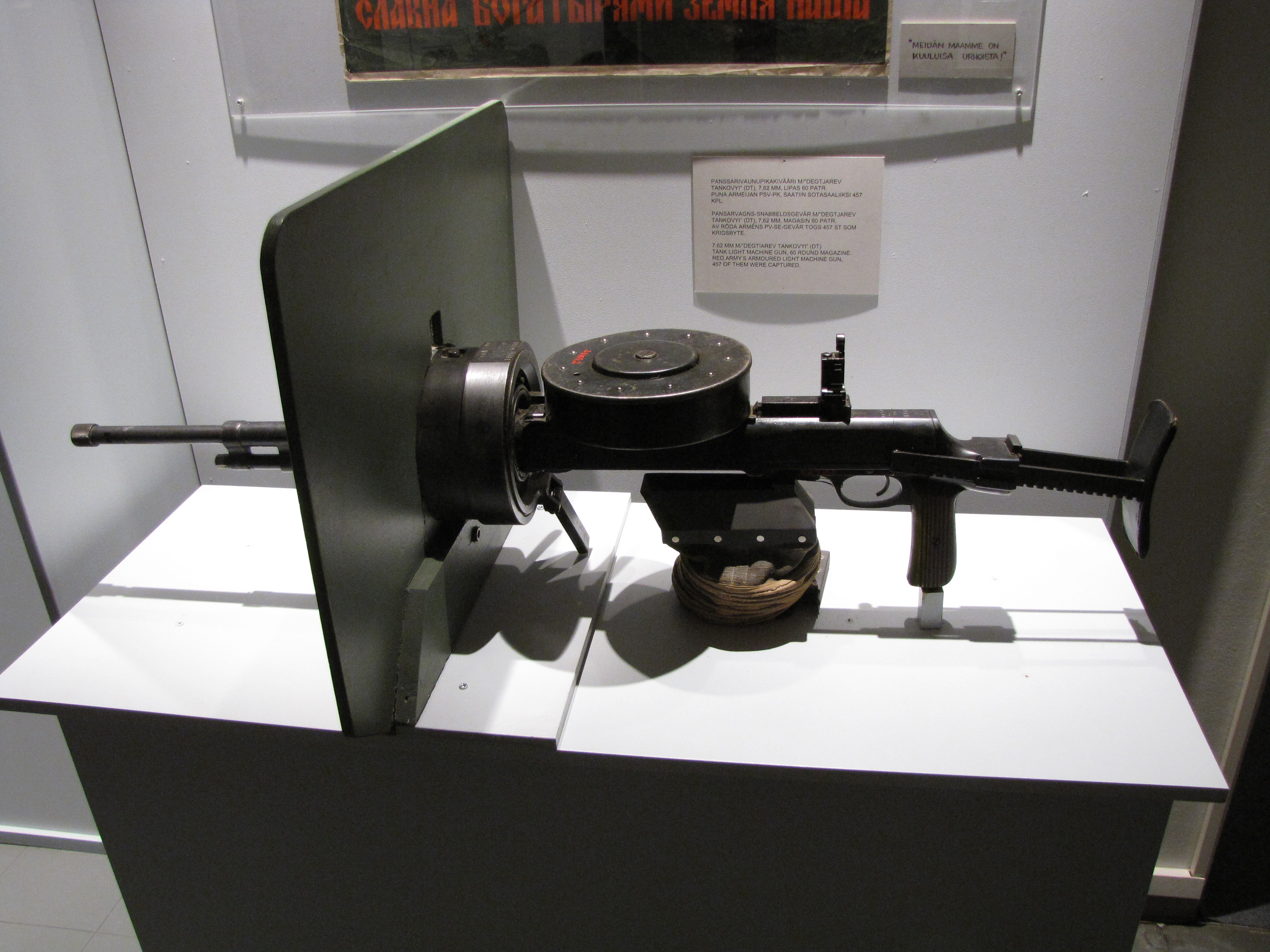
Пулемёт ДТ в шаровой установке — основное оружие лёгких БА-дрезин

В РККА бронеавтомобили-дрезины, как и бронедрезины только на железнодорожном ходу, входили в отдельные бронепоезда — воинские части и дивизионы бронепоездов и, начиная с 1930-х годов, дополнительно, кроме входящих в бронепоезда и дивизионы, и в полк бронепоездов, а также в единственный батальон бронедрезин (с 1935 года) броневых сил → автобронетанковых войск → бронетанковых и механизированных войск Красной Армии РСФСР и СССР.
К осени 1940 года, автобронетанковые войска РККА, согласно приказу НКО СССР № 0283 от 24 октября 1940 года, в результате организационно-штатных преобразований в вооружённых силах СССР (ВС СССР), имели отдельный батальон бронедрезин (имел 4 БДТ, 1 ДШ, 9 бронеавтомобилей-дрезин ФАИжд и 22 БА-6жд), 9 отдельных дивизионов бронепоездов (кроме бронепоездов имели по 4-14 бронеавтомобилей-дрезин БА-20жд, БА-6жд и БА−10жд) и 17 отдельных бронепоездов (кроме бронепоезда имели до 3 бронеавтомобилей-дрезин БА-20жд и БА-6жд).
В межвоенный период в СССР начали проектирование и изготовление бронедрезин для автобронетанковых войск РККА .
В 1933 году Совет Труда и Обороны принял постановление, в котором утверждён тип железнодорожных боевых машин разведывательные дрезины:

I. Утвердить на вторую пятилетку следующую систему бронетанкового вооружения РККА:
1. Основные танки — 5 типов: …
<…>
4. Железнодорожные боевые машины — 2 типа:
а) мотоброневагон,
б) разведывательная дрезина — бронеавтомобиль (стандартный с бронемашиной).
5. Тракторы — 3 типа: …
<…>
— Постановление Совета Труда и Обороны
«О системе танкового вооружения РККА»
№ 71сс/о от 13 августа 1933 года

## Бронеавтомобили-дрезины ФАИжд

ФАИ. Такие переделывали в ФАИжд

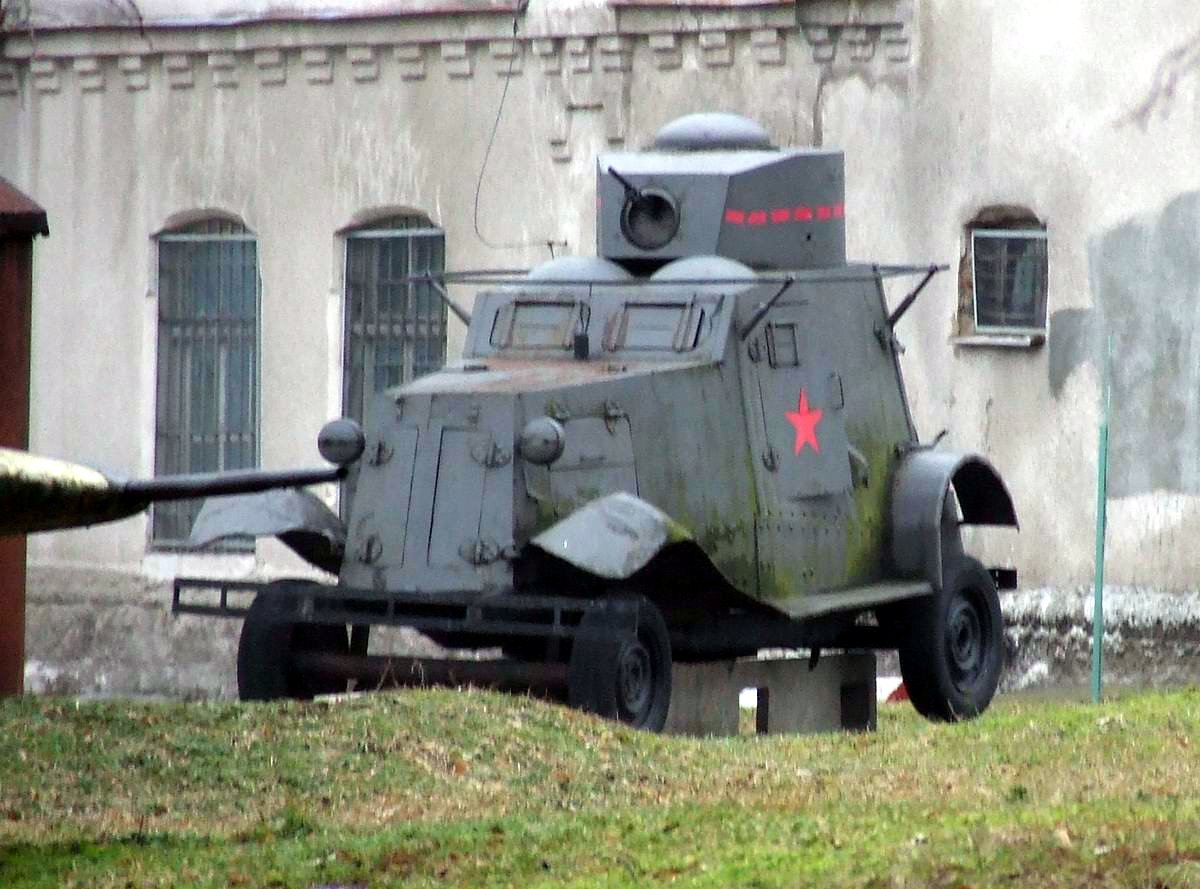
ФАИ с «неродными» колесами

ФАИ («Форд-А» Ижорского завода) — советский лёгкий БА 1930-х годов на шасси легковых автомобилей «Форд-А» (ФАИ) и ГАЗ-М1 (ФАИ-М). Выпущено 697 БА ФАИ и ФАИ-М, что делает их вторыми по массовости легкими бронеавтомобилями в Красной Армии перед Великой Отечественной войной (после БА-20).
В 1935 году в оборудование девяти ФАИ ввели сменяемые металлические бандажи с ребордами (кольца с гребнями) на колеса, что позволило ФАИ двигаться по железной дороге с максимальной скоростью 86 км/ч. Экипаж ставил бандажи на колеса примерно за 30 минут. Вес ФАИ в модификации дрезины 1,9 т, боекомплект увеличен до 2520 патронов. Все эти броневики поступили на вооружение 5-го отдельного батальона бронедрезин, в котором эксплуатировались до 1944-1945 годов. Существенные их недостатки — отсутствие радиостанции и малая скорость заднего хода (24 км/ч) и.

## Бронеавтомобили-дрезины БА-20жд и БА-20Мжд

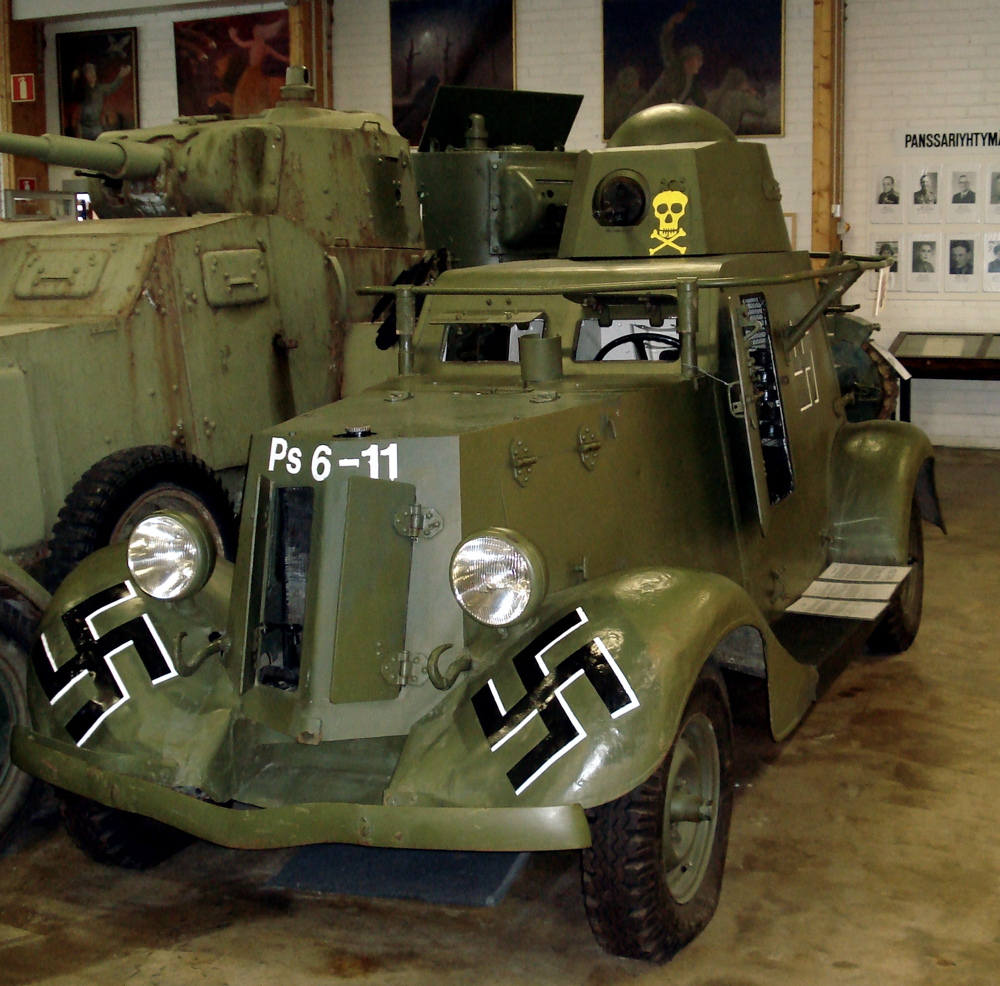
БА-20

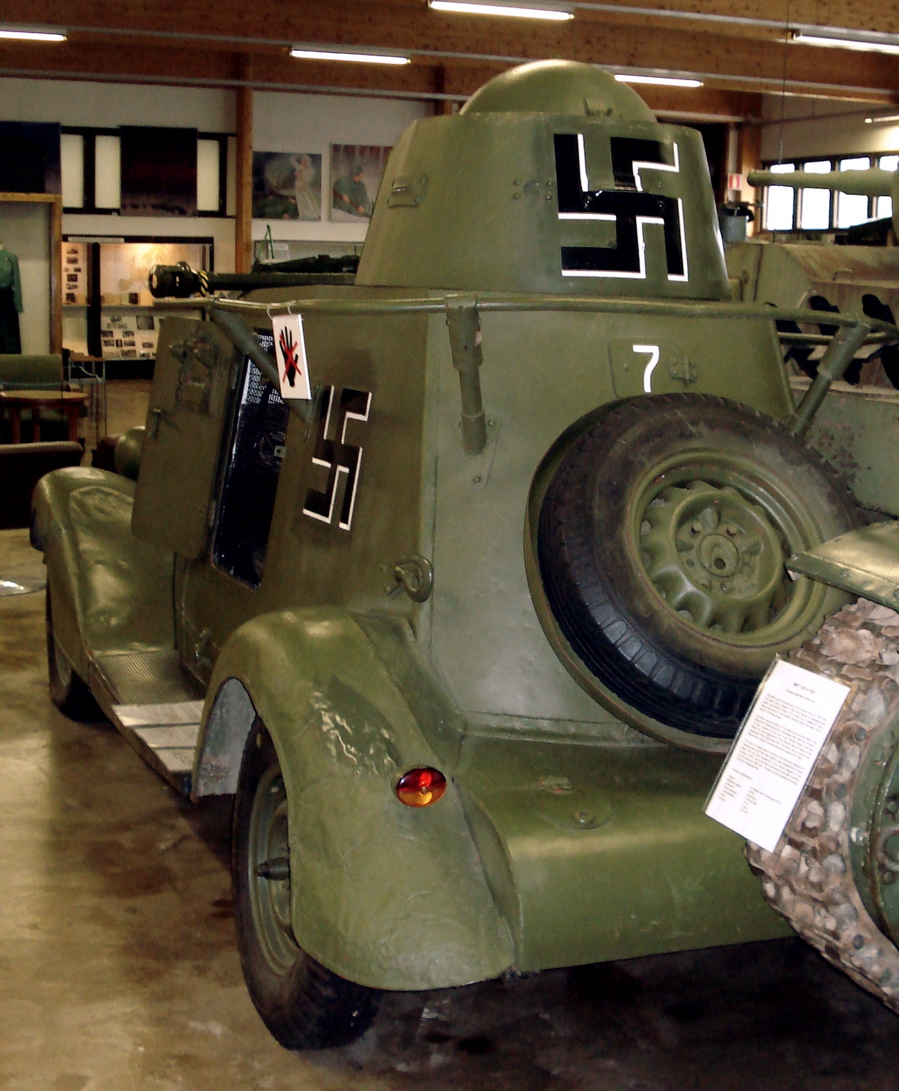
БА-20 сзади. На БА-20жд вместо запасного колеса 2 жд колеса и ещё 2 по бокам капота

БА-20 — советский лёгкий бронеавтомобиль РККА 1930-х годов. Создан на базе легкового автомобиля ГАЗ-М1 как лёгкий бронеавтомобиль для разведки в Красной Армии, а также для связи и охранения, серийно производился с 1936 по 1942 год в нескольких вариантах.
БА-20жд — железнодорожная модификация БА-20 с возможностью переоборудования экипажем в лёгкую бронедрезину с комплектом из четырёх съёмных стальных железнодорожных колёс с ребордами для движения по рельсам, домкратом для замены колёс экипажем и реверс-редуктором — демультипликатором, благодаря которому поднята скорость движения задним ходом при езде по железной дороге. Масса БА увеличилась до 2780 кг, максимальная скорость по шоссе снизилась до 50 км/ч. В 1938 — 1939 годах выпущен 61.

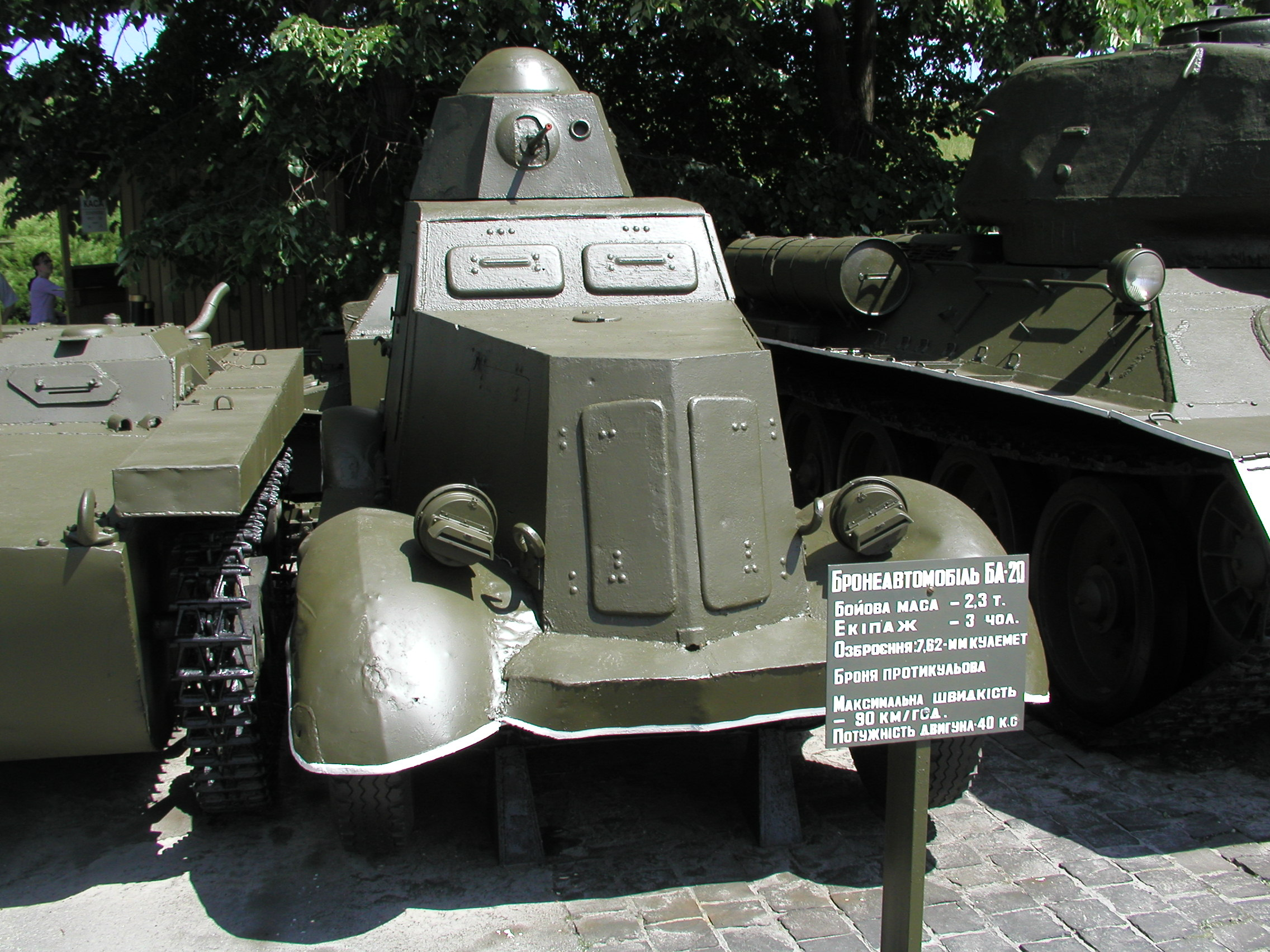
БА-20М

БА-20М — модифицированный вариант БА-20, первый опытный построен в 1938 году, серийное производство с января 1939-го до июня 1942 года. БА сделан на специальном шасси ГАЗ-МС с усиленной балкой переднего моста, усиленными рессорами и дополнительным бензобаком на 30 литров. Боевая масса БА-20М вызросла до 2,62 тонны — на нём усилено бронирование, новая пулестойкая коническая башня, для радиостанции штыревая антенна. С 1940 года вместо рации 71-ТК-1 на БА-20М начали ставить усовершенствованную радиостанцию 71-ТК-3. Запас хода увеличили до 450 км по шоссе. БА-20М выпущено 1230.
БА-20Мжд — железнодорожная модификация БА-20М для переоборудования экипажем в лёгкую бронедрезину. Скорость по железной дороге до 80 км/ч, а запас хода — 430—540 км. В 1939 — 1941 годах их построено 74.
БА-20жд и БА-20Мжд поступили на вооружение взводов разведки бронепоездов и использовались до конца Великой Отечественной войны. Кроме РККА, несколько БА-20жд было в бронепоездах войск НКВД по охране железнодорожных сооружений.
В 1938 — 1941 годах завод ДРО изготовил 135 БА-20жд, из них 61 на базе БА-20 и 74 на БА-20М. Кроме того, в 1942—1943 годах из-за больших потерь БА-20жд и БА-20Мжд на заводе имени Войтовича в Москве переделывали обычные бронемашины в железнодорожные. За это время оснащено железнодорожными бандажами 28 БА-20, БА-10 и БА-64, при этом БА-20 не менее половины.

## Бронеавтомобили-дрезины на базеБА-64

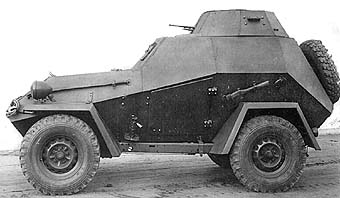
БА-64 ранних выпусков. Такие переделывали в БА-64В

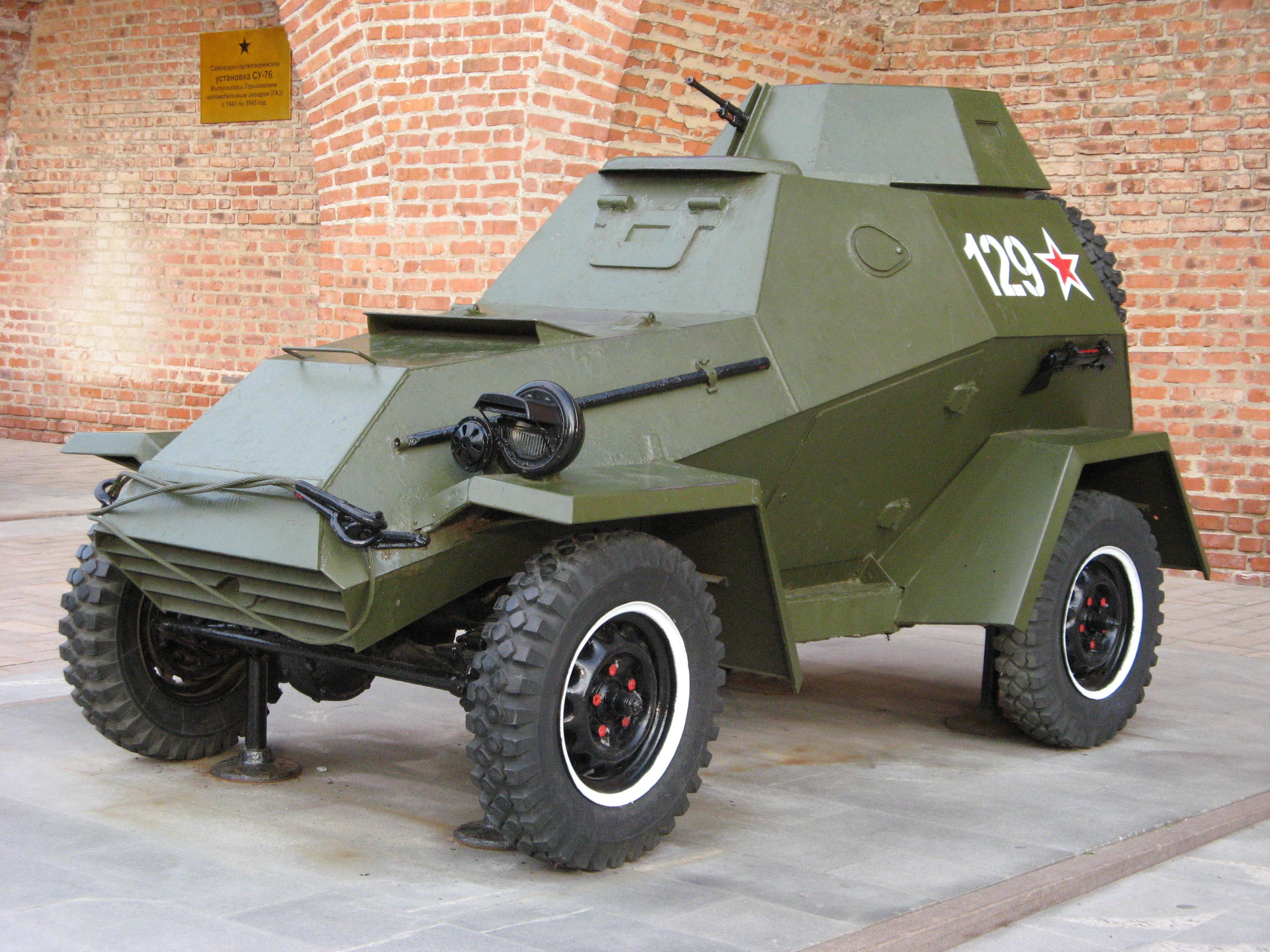
БА-64Б. Такие переделывали в БА-64Бжд на заводе им. Войтовича

БА-64В — опытная железнодорожная модификация БА-64. Был разработан летом 1942 года на Выксунском заводе. Первый прототип БА-64В был изготовлен на Выксунском заводе в июле того же года, а в 1943 году к нему добавились ещё три опытных образца, собранных на ГАЗе. От серийного БА-64 железнодорожный вариант отличался лишь наличием сменных железнодорожных колёс, взятых из оставшегося при производстве бронеавтомобиля БА-20жд задела. Испытания бронеавтомобиля показали быстрый износ ряда узлов и агрегатов, а также недостаточную скорость заднего хода, из-за чего БА-64В на вооружение принят не был, хотя производство железнодорожной модификации в дальнейшем всё же было начато, уже на базе БА-64Б.

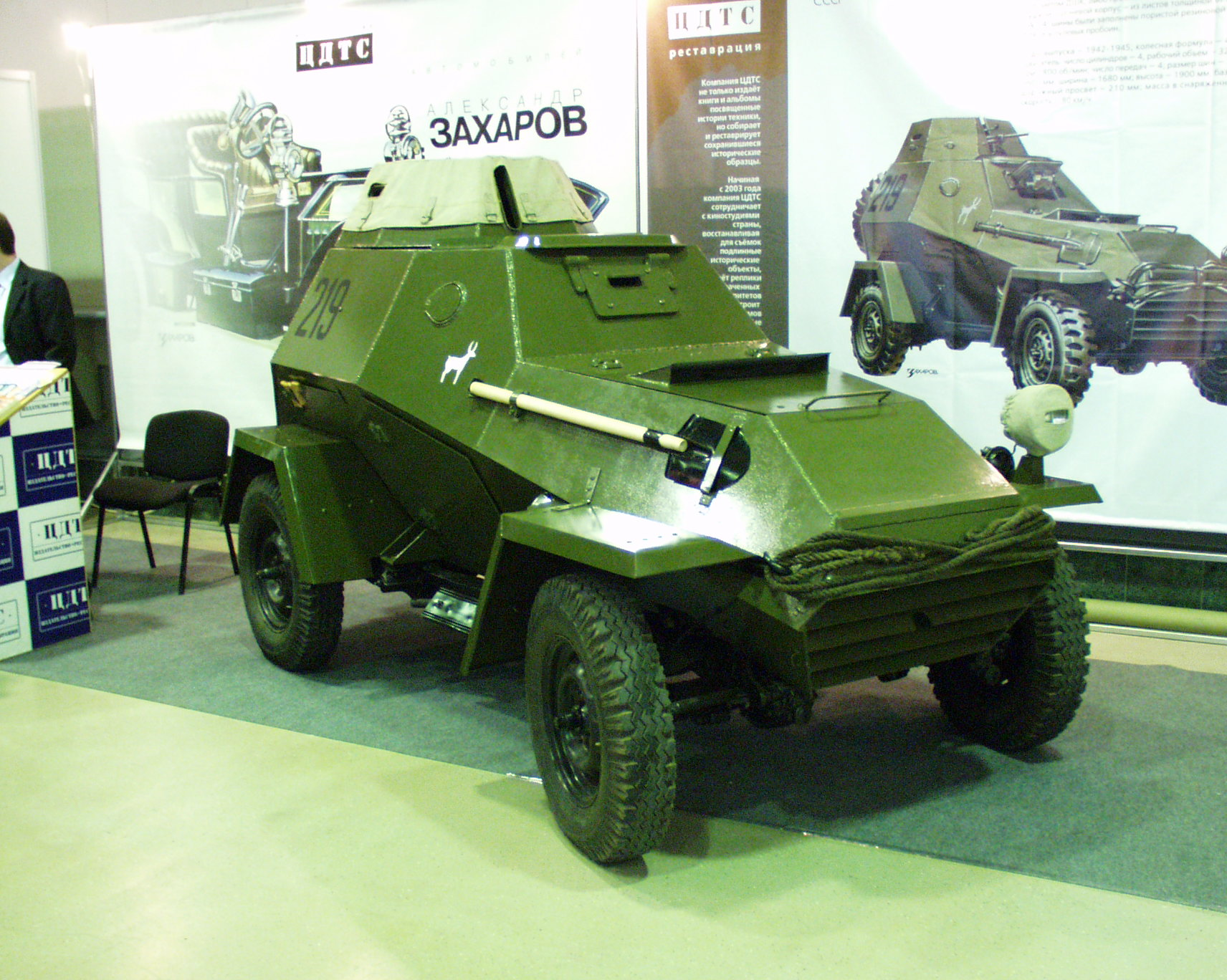
БА-64Б. Из таких делали БА-64Г

БА-64Г — вторая опытная железнодорожная модификация БА-64. Разработка его была осуществлена КБ ГАЗа в июле — сентябре 1942 года. Первый прототип БА-64Г был закончен в начале ноября того же года, а после проведённых в том же месяце испытаний, в январе 1943 года был изготовлен второй, доработанный, прототип. Оба прототипа базировались, в свою очередь, на опытном ширококолейном прототипе БА-64-125Б. Ходовая часть БА-64Г отличалась наличием двух подъёмных, частично подрессоренных, тележек с железнодорожными колёсами малого диаметра, а движение осуществлялось за счёт контакта с полотном железной дороги сохранявших резиновые шины колёс. Помимо этого, опытные образцы отличались установкой раздаточной коробки с неотключаемым передним мостом и механизмом реверса, позволявшей движение задним ходом со скоростью переднего хода, а также наличием железнодорожной сигнализации. Работы по БА-64Г были прекращены летом 1943 года, когда из-за снизившегося боевого применения бронепоездов организацию его производства сочли излишней.